# Luca Savelli

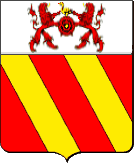
Stemma famiglia Savelli

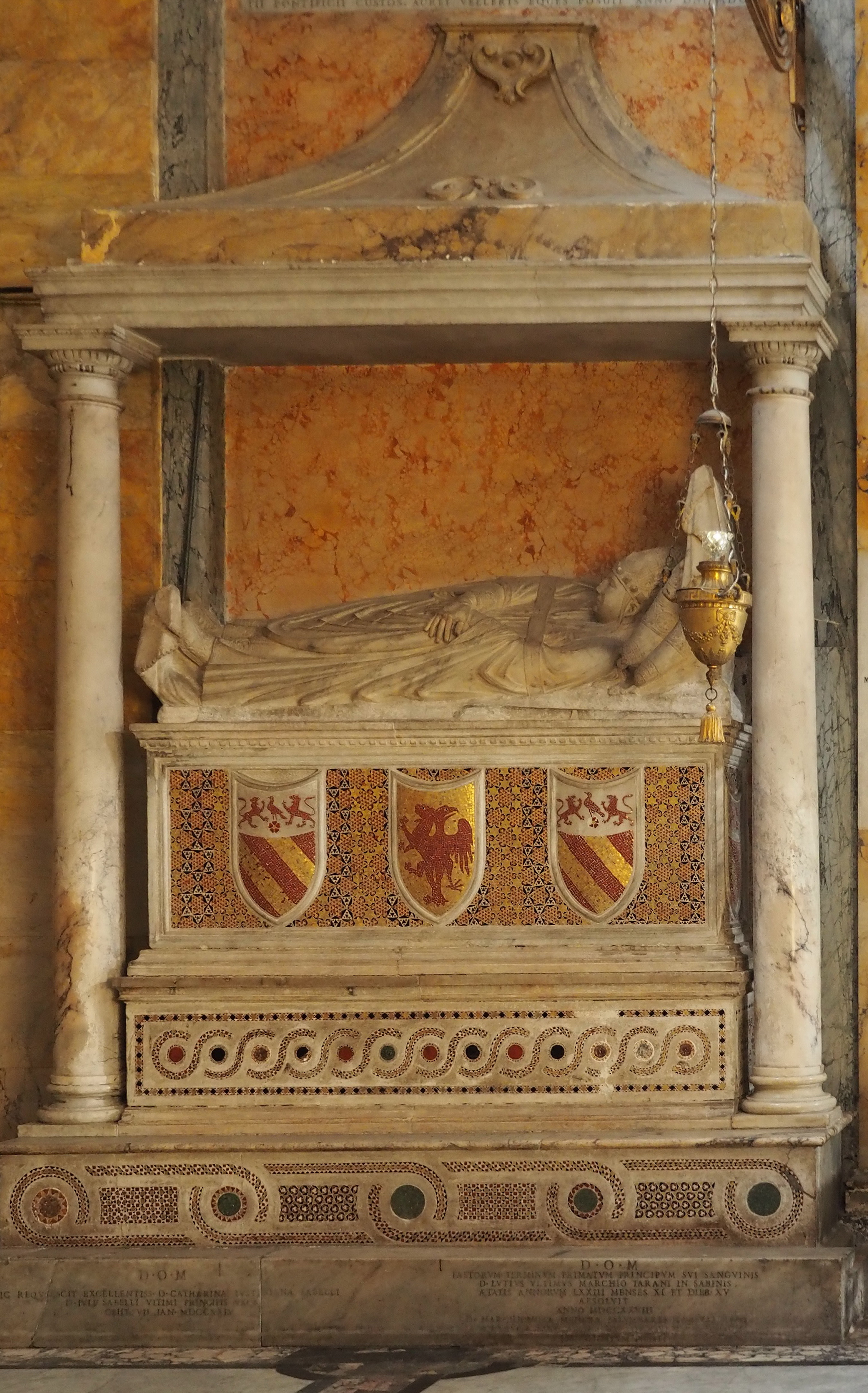
Roma, Basilica di Santa Maria in Aracoeli, monumento funebre per Giovanna Aldobrandeschi con statua di Papa Onorio IV

Luca Savelli (Roma, 1190 – Roma, 1266) è stato un politico italiano, primo signore di Albano.

## Biografia
Luca Savelli fu podestà di Todi nel 1233 e senatore romano che nel 1234 saccheggiò il Laterano. Nel 1266 ricoprì nuovamente la carica di senatore.
Fu sposato con Vanna Aldobrandeschi. La tomba di Luca si trova presso la "Madonna dell'Altare Celeste" di Santa Maria in Aracoeli, insieme alla moglie e al figlio Giacomo (papa Onorio IV). La tomba papale fu progettata per la moglie di Luca, Vanna. Un altro figlio, Pandolfo, fu podestà di Viterbo (1275).

## Discendenza
Luca e Vanna ebbero sette figli:
- Giacomo (1210-1287), papa Onorio IV
- Fenizia (?-1279)
- Pandolfo (?-1306)
- Giovanni (?-1279), uomo d'armi
- Marsilia, sposò Napoleone Orsini
- Giordano (?-1301), vescovo di Padova e vescovo di Bologna
- Mabilia, sposò in terze nozze Agapito Colonna